# 九広軽鉄Comeng電車
Comeng電車（コメンジでんしゃ）は、香港の九広鉄路（KCR）が保有する直流電車。2007年12月2日から、香港鉄路（港鉄 MTR）に貸し出す形をとっている。オーストラリアのコメンジ社製。

## 概要
1988年9月18日のライトレールである軽鉄の第一期開業に合わせて、70両が購入されて投入された。車輛番号は1001から1070。入線当初は橙色に塗装されていたが、1997年から2000年にかけて現在の塗装に変更された。また、行先表示は先頭部に行灯式方向幕のみで後部には何も無かったが、2002年から2003年にかけてLED式に交換した際に後部にも系統番号を表示する様に変更した。

## 「軽軌先鋒」と「史礼賢」
1004号と1070号電車は「軽軌先鋒」と「史礼賢」と命名されている。これは1004号が最初に香港に陸揚げ（1987年末）された事と、1070号は九広軽鉄建設に尽力した史礼賢の功績をたたえ命名された。

## 事故廃車
1994年7月29日、1013号は屯門区湖山路踏切で右折禁止の標識を無視したトラック(大型トレーラー)と衝突して大破したため、すでに廃車されている。運転していた運転士は車外に放出され死亡。